# Svetlana Romashina
Svetlana Alekseyevna Romashina (russe : Светлана Алексеевна Ромашина), née le 21 septembre 1989 à Moscou (Russie), est une championne russe de natation synchronisée.
Sa carrière exceptionnelle s'est étendue sur quatre cycles olympiques, et est remplie de médailles d'or. Elle a remporté trois titres olympiques dans l'épreuve du duo en 2012, 2016 et 2020. Avec l'équipe, elle a remporté quatre médailles d'or en 2008, 2012, 2016 et 2020. Elle est l'athlète russe la plus titrée, et la seule athlète féminine à avoir remporté au moins sept médailles d'or olympiques sans jamais céder la première place du podium des JO.

## Carrière
Romashina n'avait que 15 ans lorsqu'elle a fait ses débuts dans l'équipe nationale senior lors des Championnats du monde de la FINA 2005.
En 2013, elle est sacrée championne du monde en solo devant la Chinoise Huang Xuechen et l'Espagnole Ona Carbonell.
Ayant participé à quatre olympiades, elle est triple championne olympique en duo, deux titres avec sa compatriote Natalia Ishchenko ,en 2012 et 2016 et championne olympique en titre avec sa compatriote Svetlana Kolesnichenko. En 2012 et 2016, le duo remporte l'or avec le même programme, une chorégraphie sur le thème de la sirène. Après les Jeux olympiques d'été de 2016, elle prend une pause dans sa carrière pour fonder une famille et avoir un enfant.
Elle retourne à l'entraînement en tant que membre de l'équipe nationale en novembre 2018 , et revient à la compétition pour les Russian Nationals à Kazan en avril 2019 (la 3e étape des FINA World Series) pour y remporter l'or en duo libre et duo technique avec Svetlana Kolesnichenko.
Au Japan Open du 27-29 avril 2019 à Tokyo, elle remporte de nouveau, avec sa partenaire Svetlana Kolesnichenko, l'or dans les catégories duo technique et duo libre.
Avec la même partenaire, elle gagne l'or une fois de plus à l'European Cup de St Péterbourg en Russie (10-12 mai), qualifiant ainsi le duo russe pour les Jeux olympiques de Tokyo.
Aux Championnats du monde FINA qui ont eu lieu du 12 au 20 juin 2019 pour les épreuves de natation artistique, elle reçoit l'or en duo libre et duo technique mais aussi en solo libre.
En 2020, elle ne participe à aucune compétition internationale à cause de la pandémie de COVID-19 ; toutes les compétitions sont annulées.
En 2021, elle est sélectionnée pour faire partie du duo et de l'équipe olympique russe. Aux FINA World Series à Kazan (16-18 avril 2021), elle remporte l'or dans les catégories du duo technique et de l'équipe technique.
Aux Championnats européens se tenant à Budapest du 10 au 15 mai 2021, elle  gagne l'épreuve du duo technique et du duo libre, mais aussi l'équipe technique.
Aux Jeux olympiques de Tokyo en juillet 2021, elle est sacrée championne olympique en duo (les scores des deux épreuves de duo étant additionnés au JO), toujours avec Svetlana Kolesnichenko. Elle gagne une seconde médaille d'or en équipe (même chose qu'en duo, score des équipes libres et techniques additionnés aux JO).
Il semble qu'elle ait décidé de prendre sa retraite sportive après les JO de Tokyo.
"Ce seront mes derniers Jeux olympiques en tant qu'athlète", a-t-elle déclaré à l'Associated Press.
Elle a toutefois précisé dans une récente interview accordée à VM.ru qu'elle n'avait encore rien décidé officiellement : "Je n'ai pas annoncé officiellement que j'avais terminé ma carrière sportive", a-t-elle déclaré. "Oui, les Jeux olympiques de Tokyo étaient définitifs pour moi, mais j'annoncerai mes projets sportifs pour l'année prochaine un peu plus tard. Dans quelques mois, je prendrai probablement une décision. Pour l'instant, je veux simplement mettre tout à sa place, me détendre physiquement et émotionnellement, et comprendre où et comment passer à autre chose."
En plus d'avoir un deuxième enfant, elle a également laissé entendre dans cet entretien qu'elle suivrait des cours d'anglais approfondis et qu'elle explorerait des contributions potentielles à la Fédération internationale de natation (FINA) ou au Comité international olympique (CIO).

## Palmarès

### Jeux olympiques
- Jeux olympiques d'été de 2008 à Pékin ( Chine) :
  -  Championne olympique par équipes
- Jeux olympiques d'été de 2012 à Londres ( Royaume-Uni) :
  -  Championne olympique en duo
  -  Championne olympique par équipes
- Jeux olympiques d'été de 2016 à Rio de Janeiro ( Brésil) :
  -  Championne olympique en duo
  -  Championne olympique par équipes
- Jeux olympiques d'été de 2021 à Tokyo ( Japon) :
  -  Championne olympique en duo
  -  Championne olympique par équipes

### Championnats du monde
- Championnats du monde 2005 à Montréal ( Canada) :
  -  Championne du monde par équipes
  -  Championne du monde en combiné
- Championnats du monde 2007 à Melbourne ( Australie) :
  -  Championne du monde en combiné
  -  Championne du monde par équipes programme technique
  -  Championne du monde par équipes programme libre
- Championnats du monde 2009 à Rome ( Italie) :
  -  Championne du monde par équipes programme libre
  -  Championne du monde en duo programme technique
  -  Championne du monde en duo programme libre
- Championnats du monde 2011 à Shanghai ( Chine) :
  -  Championne du monde en duo programme libre
  -  Championne du monde en duo programme technique
  -  Championne du monde en combiné
- Championnats du monde 2013 à Barcelone ( Espagne) :
  -  Championne du monde en duo programme libre
  -  Championne du monde en duo programme technique
  -  Championne du monde en solo programme libre
  -  Championne du monde en solo programme technique
- Championnats du monde 2015 à Kazan ( Russie) :
  -  Championne du monde en solo programme technique
  -  Championne du monde en duo programme technique
  -  Championne du monde en duo programme libre
- Championnats du monde 2019 à Gwangju ( Corée du Sud) :
  -  Championne du monde en solo programme libre
  -  Championne du monde en duo programme libre
  -  Championne du monde en duo programme technique

### Championnats d'Europe
- Championnats d'Europe 2006 à Budapest ( Hongrie) :
  -  Championne d'Europe en combiné
  -  Championne d'Europe par équipes
- Championnats d'Europe 2010 à Budapest ( Hongrie) :
  -  Championne d'Europe en combiné
  -  Championne d'Europe par équipes
  -  Championne d'Europe en duo
- Championnats d'Europe 2012 à Eindhoven ( Pays-Bas) :
  -  Championne d'Europe en duo
- Championnats d'Europe 2014 à Berlin ( Allemagne) :
  -  Championne d'Europe en solo
- Championnats d'Europe 2016 à Londres ( Royaume-Uni) :
  -  Championne d'Europe en solo technique
  -  Championne d'Europe en duo libre
  -  Championne d'Europe en duo technique
- Championnats d'Europe 2020 à Budapest ( Hongrie) :
  -  Championne d'Europe en duo libre
  -  Championne d'Europe en duo technique
  -  Championne d'Europe par équipes technique